# Đức Mẹ Guadalupe
Đức Mẹ Guadalupe (tiếng Tây Ban Nha: Nuestra Señora de Guadalupe) còn được biết với tên gọi Đức Trinh Nữ Guadalupe (tiếng Tây Ban Nha: Virgen de Guadalupe) là một tước hiệu mà Giáo hội Công giáo dành cho Đức Trinh Nữ Maria.
Hai tài liệu, được xuất bản trong thập niên 1640, một bằng tiếng Tây Ban Nha, một bằng tiếng Nahuatl (tiếng của dân Aztec), cùng thuật lại một câu chuyện xảy ra trong khi đi bộ từ ngôi làng của mình đến Thành phố México vào sáng sớm ngày 9 tháng 12 năm 1531 (Ngày hôm sau là Lễ Đức Mẹ Vô Nhiễm Nguyên Tội trong Đế quốc Tây Ban Nha), một người nông dân tên là Juan Diego đã thấy trên sườn đồi Tepeyac có một cô gái chừng 15-16 tuổi, được bao quanh bởi hào quang ánh sáng. Nói chuyện với anh ta bằng tiếng Nahuatl địa phương, Bà đã yêu cầu Juan Diego đi nói với Giám mục xây dựng một nhà thờ ngay tại nơi đó. Từ những lời nói của bà, Juan Diego nhận ra đó chính là Đức Trinh Nữ Maria. Diego đã kể lại câu chuyện của mình với Tổng Giám mục người Tây Ban Nha, Fray Juan de Zumárraga, người đã yêu cầu ông quay trở lại đồi Tepeyac để nói với người phụ nữ lạ là hãy cho một dấu hiệu để chứng minh.
Dấu hiệu đầu tiên mà bà tỏ ra là việc chữa lành bệnh tật cho người chú của Juan. Đức Trinh Nữ nói với Juan Diego hãy leo lên đồi Tepeyac và hái những bông hồng. Mặc dù lúc đó đang là tháng 12 đã rất muộn so với mùa hoa nở nhưng Juan Diego đã tìm thấy những bông hoa hồng Castilian trên đỉnh đồi cằn cỗi, không có nguồn gốc từ Mexico. Đức Trinh Nữ yêu cầu ông sắp xếp những bông hồng vào trong chiếc áo choàng tilma dệt bằng sợi xương rồng của mình. Điều kỳ lạ xảy ra khi Juan Diego mở áo choàng trước khi sự chứng kiến của Giám mục Zumárraga vào ngày 12 tháng 12, những bông hoa rơi xuống sàn nhà nhưng ở vị trí đó lại xuất hiện hình ảnh của Đức Trinh Nữ Guadalupe một cách kỳ diệu được in trên vải.
Tấm hình này hiện nay vẫn còn được trưng bày tại Vương cung thánh đường Đức Mẹ Guadalupe, một trong những điểm hành hương thu hút nhiều người nhất trong thế giới công giáo. Hình ảnh này cũng phổ biến trong văn hóa Mexico với tên gọi: Nữ Vương Mexico. Năm 1910, Giáo hoàng Piô XI công bố Đức Mẹ Guadalupe là Quan Thầy của Mỹ Latinh và sau đó của Philippines vào năm 1935. Năm 1999, Giáo hoàng Gioan Phaolô II đã tuyên bố Maria là Bổn mạng của toàn châu Mỹ, Nữ vương châu Mỹ La Tinh, và người bảo vệ cho những trẻ em không được sinh ra.

## Tên gọi

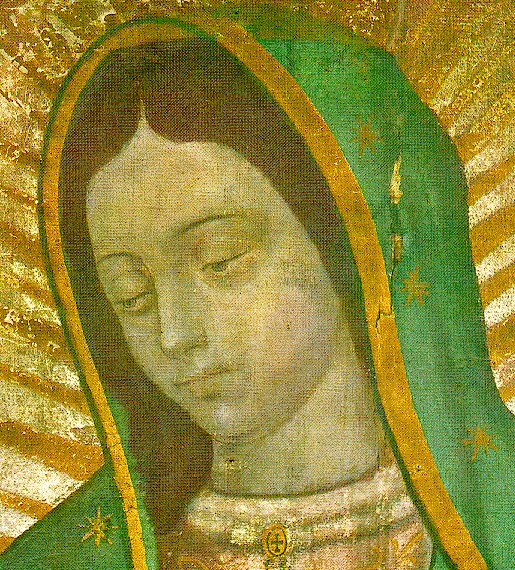
Cận cảnh khuôn mặt

Trong tài liệu đầu tiên viết về cuộc hiện ra, cuốn Mopohua Nican, viết bằng tiếng Nahuatl vào khoảng năm 1556, Maria nói với Juan Bernardino, chú của Juan Diego, rằng hình ảnh trên tấm áo choàng tilma được gọi bằng cái tên: "Đức Trinh Nữ hoàn hảo, Thánh Maria Guadalupe".
Tuy nhiên, giữa các học giả hiện nay không đồng thuận về tên "Guadalupe" được gán cho hình ảnh này. Các ý kiến khác nhau có thể được nhóm lại thành hai quan điểm chính. Quan điểm đầu tiên cho rằng đã có sự hiểu lầm giữa tiếng Tây Ban Nha và tiếng Nahuatl. Quan điểm thứ hai cho rằng tên gọi Tây Ban Nha "Guadalupe", có chung nguồn gốc với tên gọi Đức Maria Guadalupe vùng Extremadura.
Quan điểm đầu tiên về nguồn gốc Nahuatl của tên gọi này là của Luis Becerra Tanco. Vào năm 1675, trong cuốn Felicidad de Mexico của mình, Becerra Tanco đã đưa ra ý kiến: Juan Bernardino và Juan Diego sẽ không thể hiểu được tên Guadalupe vì hai phụ âm "d" và "g" không tồn tại trong tiếng Nahuatl. Ông đã đưa ra hai tên bằng tiếng Nahuatl được phát âm giống như "Guadalupe " là: Tecuatlanopeuh (IPA: [tekʷat͡ɬa'nopeʍ]), "người được sinh ra từ tảng đá", và Tecuantlaxopeuh (IPA: [tekʷant͡ɬa'ʃopeʍ]), "người xua đuổi những kẻ dữ khỏi chúng ta".
Nó cũng đưa ra gợi ý rằng cái tên Tây Ban Nha này là sự thuật lại một thuật ngữ trong tiếng Nahuatl, Coātlaxopeuh [koa ː t͡ɬa'ʃopeʍ], có nghĩa là "người đập đầu con rắn" và nó có thể được đề cập đến thần rắn lông vũ Quetzacoatl.
Những người ủng hộ nguồn gốc tiếng Tây Ban Nha của tên gọi đưa ra lập luận rằng:
- Juan Diego và Juan Bernardino đã quen với tiếng Tây Ban Nha có hai phụ âm "g" và "d" kể từ khi lãnh nhận phép rửa tội mà trong tên của họ có cùng những phụ âm này.
- Không có một tài liệu nào đưa ra tên gọi khác của Đức Trinh Nữ (ngoài cái tên Guadalupe) trong khoảng thời gian gần 144 năm giữa lần hiện ra vào năm 1531 và khi Becerra Tanco viết cuốn sách của mình năm 1675, cho thấy tên Tây Ban Nha "Guadalupe" là chính xác.
- Các tài liệu của các tác giả người Tây Ban Nha hiện nay và của dòng thánh Phanxicô chứng tỏ rằng việc thay một cái tên Tây Ban Nha cho một cái tên bản địa, chẳng hạn như "Tepeaca" hoặc "Tepeaquilla" sẽ không có nghĩa nếu dùng cho 1 tên có nguồn gốc Nahuatl. Điều này cho thấy tên "Guadalupe" có nguồn gốc Tây Ban Nha là đúng[12].

## Lịch sử
Sau cuộc xâm lược của người Tây Ban Nha kéo dài từ năm 1519-21, một đền thờ nữ thần Tonantzin tại đồi Tepeyac bên ngoài Thành phố Mexico đã bị phá hủy và một nhà nguyện dành riêng cho Đức Trinh Nữ được xây dựng nay tại đó. Những người da đỏ mới cải đạo theo Công giáo ở xa vẫn tiếp tục đến đó hành lễ và thực hiện các nghi thức thờ phượng của mình. Tuy nhiên không chắc chắn họ có gọi tên Maria giống như tên nữ thần Tonantzin hay không.
Một ghi chép đầu tiên nhắc đến sự tồn tại của bức vẽ là vào năm 1556, khi Tổng Giám mục Alonso de Montufar, dòng Đa Minh, giảng một bài khen ngợi lòng sùng kính Đức Mẹ Guadalupe, bày tỏ sự kính trọng với bức tranh được vẽ trong nhà nguyện tại Tepeyac, nơi phép lạ mới xảy ra. Vài ngày sau đó ông nhận được văn thư trả lời của Francisco de Bustamante, người đứng đầu các tu sĩ dòng Phanxicô và là người trông coi nhà nguyện Tepeyac, ông này bày tỏ thái độ không đồng tình trước vị Phó vương về việc Tổng Giám mục cổ vũ người dân bản địa mê tín dị đoan khi tôn thờ 1 bức tranh được vẽ bởi một họa sĩ người bản địa tên là Marcos Cipac de Aquino:
Lòng sùng kính đã được cổ vũ trong một nhà nguyện dành riêng cho Đức Mẹ, được gọi là Guadalupe, trong thành phố này là rất có hại cho người dân địa phương, bởi vì nó làm cho họ tin rằng hình ảnh này được vẽ bởi người da đỏ Marcos là trong một trường hợp thần kỳ.
Ngày hôm sau, Tổng Giám mục Montufar mở một cuộc điều tra. Các tu sĩ Phanxicô nhắc lại tuyên bố của mình rằng hình ảnh khuyến khích thờ phượng ngẫu tượng và mê tín dị đoan, và làm chứng rằng nó đã được vẽ bởi "Người da đỏ tên là Marcos". Điều này đã có từ trước khi Dòng Đa Minh cho phép người Aztec kính viếng Guadalupe theo lời Tổng Giám mục. Vấn đề đã chấm dứt khi các tu sĩ dòng Phanxicô bị tước mất quyền trông coi đền thờ và khung hình tilma được trưng bày trong 1 nhà thờ lớn hơn.
Một tài liệu đầu tiên diễn giải chi tiết hơn về hình ảnh và cuộc hiện ra là cuốn Imagen de la Virgen Maria, Madre de Dios de Guadalupe, một cuốn sách chỉ dẫn cách thờ phượng trong cộng đồng người nói tiếng Tây Ban Nha xuất bản năm 1648 bởi Miguel Sanchez, một linh mục giáo phận Mexico City. Một bản văn ngắn dày 36-trang được viết bằng tiếng Nahuatl có tên là Huei tlamahuiçoltica ("sự kiện trọng đại"), đã được xuất bản vào năm 1649 bởi Luis Lasso de la Vega. Có ý kiến cho rằng tài liệu này có mối quan hệ chặt chẽ với câu chuyện về Đức Trinh nữ của Sánchez. Tài liệu này bao gồm 7 phần. Trong phần Mopohua Nican ("Ở đây nó được kể lại"), thuận lại các cuộc hiện ra và nguồn gốc siêu nhiên của hình ảnh; phần Nican motecpana ("Đây là một tài liệu theo lệnh truyền"), mô tả lại 14 phép lạ của Đức Mẹ Guadalupe, và Nican tlantica ("Đến đây chấm dứt"), nói về việc tôn kính Đức Mẹ trong xứ Tây Ban Nha Mới.

## Juan Diego

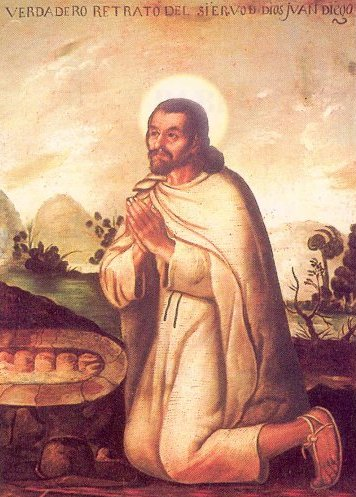
Bức vẽ thánh Juan Diego của họa sĩ Miguel Cabrera

Sự nổi tiếng ngày càng tăng của hình ảnh Đức Mẹ Guadalupe đã dẫn đến một sự quan tâm song song dành cho Juan Diego. Vào năm 1666 Giáo hội, với mục đích thiết lập một ngày lễ dành cho ông ta đã bắt đầu thu thập thông tin từ những người đã quen biết với Juan Diego. Vào năm 1723 một cuộc điều tra chính thức cuộc sống của ông được thực hiện, nhiều thông tin đã được thu thập. Năm 1987, dưới triều Giáo hoàng John Paul II, người có mối quan tâm đặc biệt với các vị thánh và người Công giáo ngoài châu Âu, đã thành công trong việc đề nghị Bộ phong thánh suy tôn Juan Diego lên hàng đáng kính. Vào ngày 06 Tháng 5 năm 1990, ông được phong chân phước bởi chính Joh Paul II trong Thánh lễ tại Vương cung thánh đường Đức Mẹ Guadalupe ở thành phố Mexico và được tuyên bố "là người bảo vệ và bênh vực của các dân tộc bản địa", với ngày lễ kính là ngày 09 tháng 12.
Thời điểm này, các sử gia và các nhà thần học đã bắt đầu đặt câu hỏi về mức độ tin cậy trong các bằng chứng về Juan Diego. Không có bất cứ dòng nào đề cập đến Juan hay sự việc kỳ lạ mà anh ta gặp trong các tác phẩm của Giám mục Zumárraga dòng Phanxicô, mặc dù trong bản viết tay của ông có nói đến bức vẽ kỳ lạ. Trong các bản ghi của cuộc điều tra mà Giáo hội tiến hành năm 1556 cũng bỏ qua những thông tin về người này. Và cũng không phải bất cứ một tài liệu nào khác nói đền sự tồn tại của 1 người tên là Juan Diego cho đến giữa thế kỷ 17.
Những nghi ngờ trên thực tế không phải mới được nêu ra. Ngay từ năm 1883 Joaquín García Icazbalceta, sử gia và người viết tiểu sử của Zumárraga, trong một văn bản mật về Đức Mẹ Guadalupe gửi cho Giám mục Labastida, đã rất do dự khi chứng minh các câu chuyện về cuộc hiện ra và nói kết luận của ông rằng hoàn toàn không có một người đàn ông. Gần đây nhất là năm 1996, Giám đốc của Vương cung thánh đường Guadalupe, Guillermo Schulenburg, ở tuổi 83 tuổi và sau 33 năm phục vụ đã buộc phải từ chức sau một cuộc phỏng vấn với tạp chí Công giáo Ixthus, khi ông nói rằng Juan Diego là "một biểu tượng chứ không phải là một thực tế". Sau đó ông còn viết thư cho Giáo hoàng Gioan Phaolô II khuyên ngài đừng phong thánh cho Juan Diego vì cho rằng không có đủ chứng cớ rõ ràng về cuộc đời vị này. Theo Schulenburg, huyền thoại Juan Diego được dựng lên để an ủi người thổ dân da đỏ mà địa vị kinh tế và xã hội trong thế kỷ 16 thấp hơn so với người Mexico da trắng, có tổ tiên là người Tây Ban Nha .
Năm 1995, trong quá trình tiến hành phong thánh cho Juan Diego, Xavier Escalada, một linh mục dòng Tên đang viết một bách khoa thư về huyền thoại Guadalupe, đã cho công bố 1 tấm giấy bằng da (Codex Escalada) với những hình vẽ minh họa cuộc đời của Juan Diego và biến cố gặp gỡ Đức Trinh Nữ trong hào quang ánh sáng. Tài liệu quan trọng này đã được vẽ trong khoảng năm 1548, thời điểm mà những nhân chứng có thể đã biết đến Juan Diego. Đồng thời nó mang chữ ký của 2 học giả nổi tiếng ở thế kỷ 16 là linh mục Antonio Valeriano và Bernardino de Sahagun. Do đó nội dung của nó được xem là đáng tin cậy.
Tuy vậy một số học giả vẫn còn hoài nghi, mô tả hình ảnh trên cuộn giấy da "giống với hình ảnh Thánh Phaolô gặp Chúa Kitô trên đường Damascus, được vẽ bởi Thánh Luca và chữ ký của St Peter hơn là mô tả về Juan Diego". Linh mục Fidel Gonzalez, một thành viên trong ủy ban Tòa Thánh có nhiệm vụ tìm hiểu về cuộc đời của Thánh Juan Diego đã kết luận là không thể phủ nhận Juan Diego là nhân vật có thật. Cuối cùng, các Giám mục Mexico cho hay, Tòa Thánh xác nhận 1 phép lạ đã xảy ra qua lời cầu bàu của Thánh Juan Diego khiến cho một thanh niên người Mexico đã được chữa lành sau khi sọ bị vỡ vì lao mình từ một cái tháp cao dưới ảnh hưởng của bia rượu. Năm 2002, Gioan Phaolô II, trong chuyến thăm Đền Thánh Guadalupe lần thứ 5, đã cử hành Lễ Phong Thánh cho Juan Diego.

## Phân tích bức ảnh

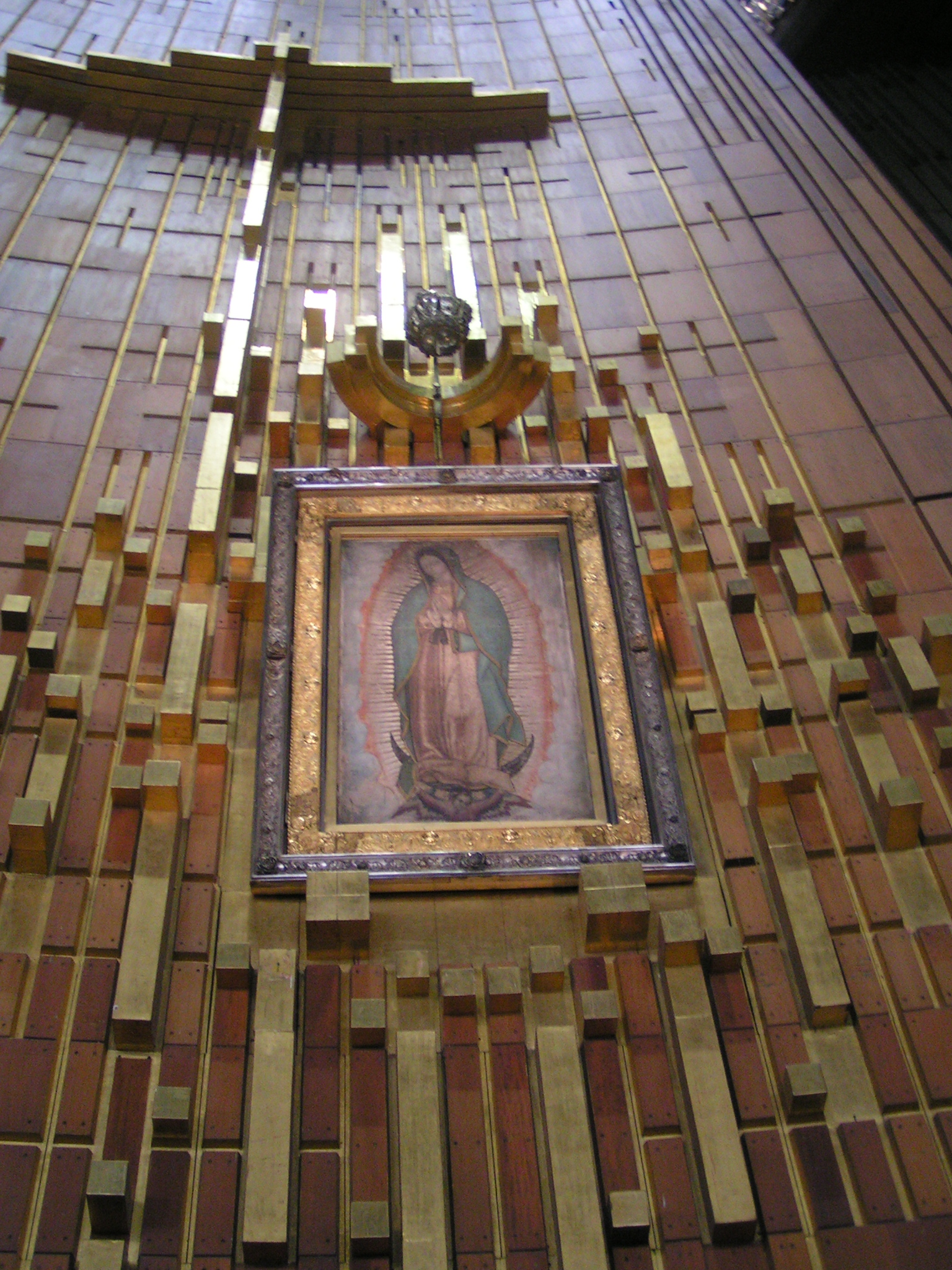
Bức ảnh Đức Mẹ Guadalupe được đặt trong Vương cung thánh đường Đức Mẹ Guadalupe mới

Tấm vải thô và hình ảnh đã được tiến hành phân tích nhiều lần bằng các phương tiện khoa học kỹ thuật hiện có. Có ít nhất 4 cuộc khảo sát đã được tiến hành trong khoảng 1751,1952 – 1982. 3 trong số đó đã được xuất bản thành sách.
Năm 1756, họa sĩ nổi tiếng Miguel Cabrera xuất bản tác phẩm nghiên cứu của mình trong cuốn sách "American Marvel". Bao gồm kết quả phân tích đôi mắt và các khảo sát thông thường khác của ông và 6 họa sĩ khác.
Năm 1929, Một tài liệu chú dẫn về hình ảnh chiếc đầu của một người đàn ông phản chiếu trong mắt phải của Đức Trinh Nữ được công bố bởi nhà nhiếp ảnh Alfonso Marcue. Năm 1951, Carlos Salinas tiến hành xét nghiệm bức tượng ảnh và đưa ra hình ảnh một chiếc đầu của một người đàn ông phản chiếu trong mắt phải của Đức trinh Nữ. Năm 1956, Tiến sĩ Torroela-Bueno, một bác sĩ về nhãn khoa, xét nghiệm con mắt của Đức Trinh Nữ trong bức ảnh.
Năm 1958, Tiến sĩ Rafael Torija-Lavoignet cho xuất bản tác phẩm nghiên cứu của ông, cuốn Purkinje-Sanson, được trình bày để nói về Bức Tượng Ảnh Đức Bà Guadalupe. Năm 1962, Tiến sĩ Charles Wahig, O.D. tuyên bố sự khám phá của ông về hình ảnh phản chiếu trong mắt của Đức Trinh Nữ khi nghiên cứu bức Tượng Ảnh với độ phóng lớn lên gấp 25 lần. Năm 1975, người ta đã cho gỡ khung kính ra để Tiến sĩ Enrique Grave, một bác sĩ nhãn khoa khác, có thể nghiên cứu kỹ hơn về bức vẽ .
Năm 1979, Tiến sĩ sinh lý học và côn trùng học thuộc Bộ Nông nghiệp Hoa Kỳ, ông Philip Serna Callahan đã chụp ra 40 bức hình của bức ảnh bằng tia hồng ngoại tuyến. Các bức ảnh và phát hiện của ông đã được xuất bản thành sách vào năm 1981. Trong tác phẩm này, kết luận rằng bức vẽ nguyên thủy không có bản vẽ dưới, không có bản phác thảo hay bất kỳ nét cọ nào.
Cũng trong năm này, Tiến sĩ, bác sĩ nhãn khoa Jose Aste-Tonsmann dùng kỹ thuật phân tích sophisticate và nghệ thuật nhiếp ảnh digital để lấy ảnh cả hai mắt đã tuyên bố đã tìm thấy có ít nhất 4 hình ảnh của con người hiện ra trong cả hai mắt của Đức Trinh Nữ. Khi phóng đại hình ảnh con mắt lên gấp 2500 lần, khẳng định sự có mặt của một nhóm người gồm 1 người đàn ông, người đàn bà và nhóm trẻ em. Tất cả là 14 người được lưu lại trong đồng tử của con mắt tương tự như bản chụp con mắt bình thường khi xảy ra "phép lạ" .
Năm 2002, José Antonio Flores Gómez, một nhà phục chế mỹ thuật, trong cuộc phỏng vấn với tạp chí Proceso Mexico đã đưa ra một số vấn đề kỹ thuật của mảnh vải mà ông đã tiến hành nghiên cứu trong các năm 1947 và 1973. Bức vẽ chưa từng được sơn phủ.
Cuốn "Proceso" cũng được xuất bản vào năm 2002 ghi lại cuộc phỏng vấn với José Sol Rosales, trước đây là giám đốc Trung tâm Bảo tồn và Thống kê cổ vật nhân tạo (Patrimonio Artístico Mueble) của Viện Mỹ thuật (Inba) tại thành phố Mexico. Cuộc phỏng vấn này được trích dẫn từ một báo cáo mà Rosales đã viết vào năm 1982 trình bày những phát hiện của ông khi thực hiện quá trình kiểm tra tấm vải bằng ánh sáng tia cực tím - ở độ phóng đại thấp – dưới kính hiển vi âm thanh stereo, loại vẫn được sử dụng cho phẫu thuật để tạo nên không gian ba chiều của mẫu vật. Trong tác phẩm này đã khẳng định màu sắc và độ sáng của bức vẽ rất đặc biệt.
Trong gần 500 năm tồn tại kể từ khi "phép lạ" xảy ra, tấm vải vẫn tồn tại mà không bị mục nát. Trong khi một bản sao được làm trên chất liệu tương tự chỉ giữ được khoảng 15 năm. Năm 1971, sự cố tràn dung dịch axit amonia lên phần trên và bên phải bức vẽ. Mặc dù không được sửa chữa nó đã tự phục hồi như cũ. Năm 1921, một trái bom đã nổ ngay dưới chân bức vẽ khiến nhiều đồ vật bị phá hủy nhưng bức vẽ lại không bị hư hại gì. Các ngôi sao xuất hiện trên tà áo Đức Maria trùng với bản đồ sao xuất hiện trên bầu trời Mêxicô hôm xảy ra phép lạ.
Nhiều trang web Công giáo dẫn chứng (mặc dù không dẫn nguồn) vào năm 1936, Friz Hahn, giáo sư ở Mexico, lấy hai sợi chỉ từ tấm vải gửi cho Tiến sĩ Richard Kuhn, Khoa trưởng Phân khoa Hóa học Đại Học Kaiser Wilhelm, sau khi nghiên cứu cùng với các giáo sư của phân khoa đã đi đến kết luận là màu sắc của các sợi chỉ không nằm trong danh sách những màu sắc mà họ đã nghiên cứu và hiểu biết.

## Trong Giáo hội Công giáo

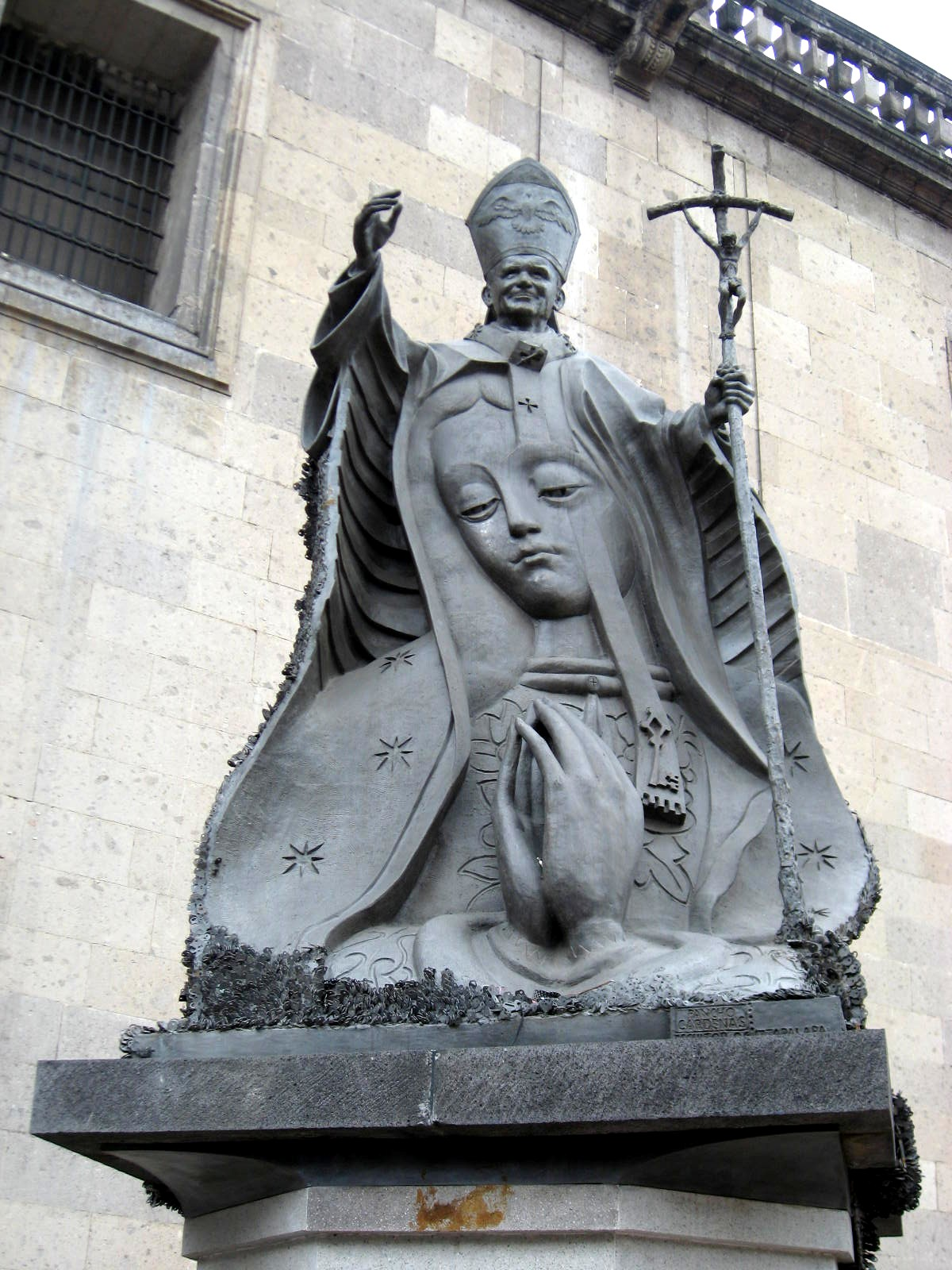
Tượng Giáo hoàng Gioan Phaolô II và Đức Trinh nữ Guadalupe

Năm 1555, trong một buổi họp Hội Đồng, Tổng Giám mục thứ hai của Mexicô, Alonso de Montufar đã hoàn thành hồ sơ gián tiếp công nhận sự lạ Đức Mẹ hiện ra. Liền năm sau đó, ông cho xây dựng thánh đường tôn kính Đức Mẹ tại đây và hoàn thành vào năm 1567.
Ngày 25 tháng 5 năm 1754,Giáo hoàng Biển Đức XIV chấp thuận Đức Mẹ Guadalupe là Thánh Quan Thầy của Tân Tây Ban Nha và cho phép cử hành lễ kính vào ngày 12 Tháng 12.
Năm 1910, Giáo hoàng Piô X công bố Đức Mẹ Guadalupe là Quan Thầy của châu Mỹ Latinh. Năm 1935, Piô XI đặt Đức Trinh Nữ Guadalupe làm quan thầy của Philippines. Năm 1945, Piô XII tuyên bố rằng Đức Trinh Nữ Guadalupe là "Nữ hoàng của Mixicô và của toàn lãnh thổ Mỹ Châu" và nhấn mạnh: Tượng Ảnh Đức Mẹ đã được vẽ lại "qua ngòi bút linh ứng chứ không phải bởi thế giới này". Năm 1946, ông tuyên bố Đức Bà Guadalupe là quan thầy của Mỹ Châu.
Năm 1961, Giáo hoàng Gioan XXIII cầu nguyện cùng Đức Bà Guadalupe là Quan Thầy của Mỹ Châu. Ông diễn tả Đức Bà Guadalupe là người Mẹ và là người Thầy Đức Tin của tất cả người dân châu Mỹ. Năm 1966, Phaolô VI gửi tới Đền Thánh Đức Bà Guadalupe một Bông Hoa Hồng bằng vàng. Năm 1979, Gioan Phaolô II gọi Đức Bà Guadalupe là "Ngôi Sao dẫn đường Truyền giáo", ngài quỳ trước Tượng Mẹ, cầu xin Mẹ giúp đỡ và gọi Đức Bà là Mẹ của Mỹ Châu.
Ngày 12 tháng 12 là ngày lễ kính Đức Mẹ Guadalupe theo lịch phụng vụ theo quy định cho tất cả các địa phận ở Hoa Kỳ vào năm 1988. Vào năm 1999, Gioan Phaolô II, trong chuyến viếng thăm Đền Thánh lần thứ 3, công bố ngày 12 tháng 12 là ngày Lễ kính Đức Mẹ Guadalupe theo lịch phụng vụ cho cả toàn châu Mỹ.
| “                                                                                           | Ảnh Đức Mẹ ở đồi Tepeyac, với nét mặt dịu hiền và thanh thản, được in trên tấm áo choàng của thánh Juan Diego, là "Đức Maria trọn đời đồng trình, Mẹ thật của Thiên Chúa, Đấng mà Mẹ luôn phụng sự". Bức ảnh ấy trình bày "người phụ nữ mặc áo mặt trời, với vầng trăng dưới chân, và một triều thiên 12 ngôi sao trên đầu và phụ nữ ấy đang có thai" (Kh 12,1-2) và chỉ cho các thổ dân và người lai thấy sự hiện diện của Đấng Cứu Thế. Mẹ luôn dẫn chúng ta đến cùng Chúa, Con của Mẹ, qua đó ta thấy biểu lộ nền tảng của phẩm giá của mọi người, như một tình yêu thương mạnh mẽ hơn các quyền lực của sự ác và sự chết, và đồng thời cũng là nguồn vui mừng, lòng tín thác con thảo, an ủi và hy vọng . | ” |
| — Bài giảng của giáo hoàng Biển Đức XVI tại thánh lễ kính Đức Mẹ Guadalupe ngày 12/12/2011. | |   |

## Ý nghĩa văn hóa

### Biểu tượng của Mêxicô

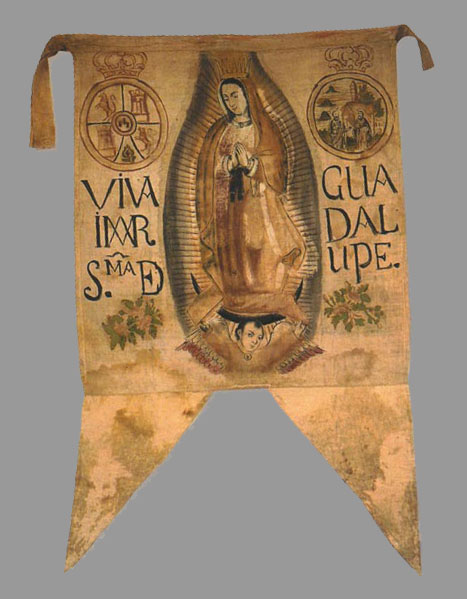
Lá cờ của Miguel Hidalgo mang hình Đức Bà Guadalupe

Năm 1648, Linh mục Miguel Sanchez xuất bản tại Mexicô tác phẩm "Bức tượng ảnh Trinh Nữ Maria, Đức Mẹ Guadalupe, Mẹ Thiên Chúa" bằng tiếng Tây Ban Nha mô tả hình ảnh Đức Bà Guadalupe như là hình ảnh đã được đề cập trong sách Khải Huyền, người đã mang đến vinh quang và chiến thắng cho đất nước Mêxicô. Nhà văn Mexicô, Carlos Fuentes có lần đã nói rằng: "Bạn chỉ thực sự được coi là một người Mexico khi bạn tin vào Đức Trinh Nữ Guadalupe."
Trong suốt lịch sử thế kỷ 19 và 20 của Mexicô, cái tên Guadalupe và hình ảnh Đức Bà Gualupe đã trở thành một biểu tượng của tinh thần thống nhất quốc gia. Tổng thống đầu tiên của Mexicô (1824-1829) đã thay đổi tên của mình từ José Miguel Ramón Adaucto Fernández y Félix thành Guadalupe Victoria trong danh dự của Đức Mẹ Guadalupe.
Linh mục Miguel Hidalgo, người lãnh đạo cuộc đấu tranh giành độc lập của Mexicô (1810), và Emiliano Zapata, trong cuộc Cách mạng Mexicô (1910) dẫn đầu các lực lượng vũ trang của mình với những lá cờ trang trí phù hiệu là hình ảnh Đức Mẹ Guadalupe. Năm 1810, Miguel Hidalgo y Costilla trong bài diễn văn khởi xướng phong trào giành độc lập cho Mexico ở Grito de Dolores đã kêu gọi: "Tiêu diệt người Tây Ban Nha và đem lại sự trường tồn cho Đức trinh nữ Guadalupe!" Khi quân đội liên minh người lai-bản xứ của Hidalgo tấn công Guanajuato và Valladolid, họ đã mang theo "hình ảnh Đức Trinh Nữ Guadalupe" trên các lá cờ phù hiệu, trên gậy hoặc trên lau sậy sơn màu sắc khác nhau" và "đội những chiếc mũ in hình Đức Trinh Nữ ". Sau khi Hidalgo chết, người lãnh đạo kế tiếp là còn là linh mục José María Morelos, người đã lãnh đạo quân nổi dậy ở phía nam Mexico. Hình ảnh Đức trinh nữ đã được Morelos sử dụng làm con dấu trong hội nghị Chilpancingo, ngày lễ kính Đức Bà được ghi vào hiến pháp Chilpancingo và tuyên bố rằng Đức Bà Guadalupe là sức mạnh đằng sau chiến thắng của ông.
Năm 1914, Emiliano Zapata lãnh đạo của phong trào nông dân và quân đội miền Nam chống lại chính phủ Porfirio Díaz. Mặc dù lực lượng nổi dậy Zapata chủ yếu đòi cải cách ruộng đất: "Tierra y Libertad" (đất và tự do) là những khẩu hiệu của cuộc nổi dậy. Nhưng khi quân đội của ông thâm nhập vào Thành phố Mexicô họ đã mang theo những biểu ngữ có hình Guadalupe. Gần đây hơn, lực lượng đối lập Quân đội Giải phóng Quốc gia Zapatista (EZLN) - đại diện cho quyền lợi của 12 triệu thổ dân India tại Mexico – đã tự gọi mình là "thành phố di động" trong thanh danh của Đức Trinh Nữ và được gọi là Guadalupe Tepeyac.

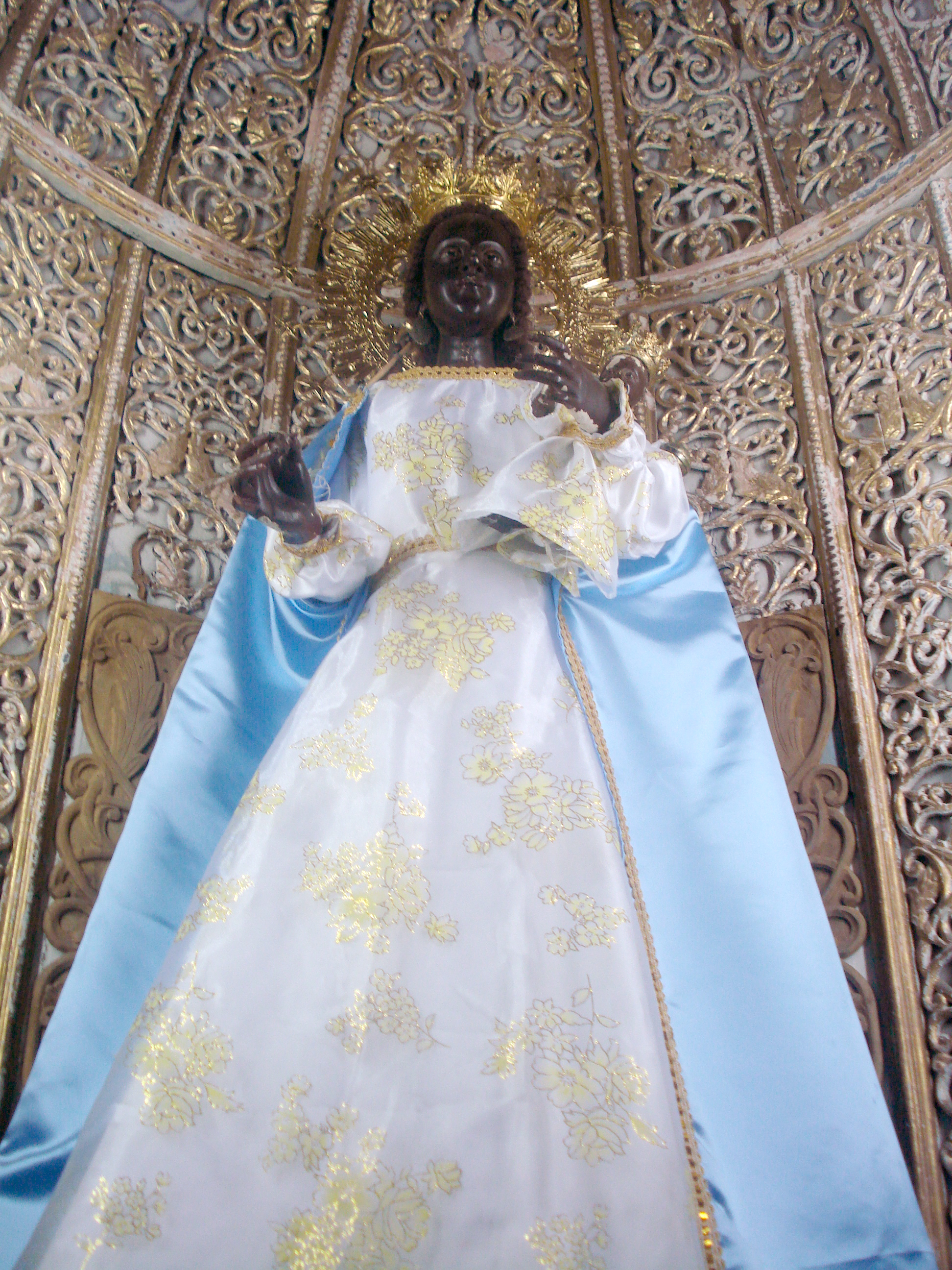
Tượng Đức Bà Guadalupe xứ Extremadura cùng tên với Đức Bà Guadalupe

### Với người Aztec
"Người Aztec... đã xây dựng một hệ thống chặt chẽ các biểu tượng trong đời sống tinh thần của họ. Khi điều này bị phá hủy bởi người Tây Ban Nha, cần có một cái gì đó mới để lấp đầy khoảng trống này, mang tinh thần của một Tân Tây Ban Nha... hình ảnh Guadalupe ra đời phục vụ mục đích đó".
Hernán Cortés, kẻ chinh phục đế quốc Aztec năm 1521, là người gốc Extremadura thuộc Tây Ban Nha, nơi nổi tiếng với hình ảnh Đức Mẹ Guadalupe. Vào thế kỷ 16, Guadalupe Extremadura, một bức tượng Đức Trinh Nữ được tin là khắc bởi Thánh Luca đã trở thành một biểu tượng của vùng đất này. Hình tượng này xuất hiện vào đầu thế kỷ 14, khi Đức Trinh Nữ hiện ra với một người chăn chiên khiêm tốn và yêu cầu ông xây dựng một nhà nguyện tại nơi đó. Một trong những đặc điểm đáng chú ý của hình tượng Đức Mẹ Guadalupe Extremadura là khuôn mặt sẫm màu giống như người bản xứ châu Mỹ, và do đó hình tượng này đã trở thành biểu tượng thay thế hoàn hảo được các nhà truyền giáo theo chân Cortés sử dụng trong quá trình chuyển hóa từ tín ngưỡng thờ thần bản địa sang tín hữu Kitô giáo.
Theo các tài liệu truyền thống, cái tên Guadalupe được lựa chọn bởi Đức Trinh Nữ mình khi Mẹ xuất hiện trên ngọn đồi bên ngoài Thành phố Mexicô vào năm 1531, mười năm sau khi đế quốc Aztec đã diệt vong. Có khảo cứu thế tục cho rằng vào năm 1555, Giám mục Alonso de Montúfar đã giao Đức Mẹ Guadalupe cho một họa sĩ người bản địa, người đã đem lại làn da đen cho bức hình giống như nguyên mẫu tượng Đức Bà Guadalupe Extremadura nổi tiếng; dù việc tên của hình ảnh Đức Mẹ mới có lấy theo tên cũ Tây Ban Nha hay không thì nghệ thuật icon vẽ Đức Trinh Nữ tương tự với nữ thần bản địa Tonantzin đã tạo thuận lợi cho việc cải đạo người bản địa vào thế kỷ 16 trong khi tín ngưỡng cũ vẫn duy trì ảnh hưởng.